# 弧內盆地
弧內盆地（英語：Inter-arc basin）是位於火山弧中的沉積盆地。因爲近火山弧內盆地沉積多屬火山沉積序列。 
大多數弧內盆地是由地塹或半地塹組成，表明伸展它的成因是和伸展構造有關。沿火山弧發育的地塹長段不一，是連續的或短而孤立的。盆地的發育史亦可能有隆起活動。造成伸展構造機制有多種，但由斜向板塊聚合引起的转换拉张是導致大多數現代弧內盆地的形成。
陸地弧內盆地多有厚層的火山碎屑沉積物，包括河湖相序列。海洋弧內盆地包括盆地邊緣碳酸岩石、邊緣和局部的盆內海底扇，以遠洋和半遠洋沉積物。
例如位於智利和阿根廷邊界的 Cura-Mallín 是一個弧內盆。埃及中東部沙漠（CED）的一些新元古代變質火山碎屑沉積岩也沉積在島弧相關的盆地，包括活動大陸邊緣的弧間，弧後盆地、和弧內盆地。